# GLG Partners
A GLG Partners Inc. egy nyilvánosan működő alapkezelő cég. 
Tevékenységi körébe tartozik úgy a részvényekkel való kereskedés, mint a valutaügyletek és befektetések kezelése. 1995 szeptemberében alapította három, korábban a Goldman Sachs cégnél dolgozó vezető bróker. A cégnév az alapítók kezdőbetűiből származik: Noam Gottesman, Pierre Lagrange és Jonathan Green. Kezdetben a céget a Lehman Brothers pénzzel támogatta.
Irodái vannak a londoni Mayfairen és a New York-i Park Avenue-n.
2008 szeptemberében a GLG kb. 23 milliárd dollár értékű vagyont kezelt. 
Az NYSE listán 2007 novembere óta jegyzik. A Lehman Brothersnek 11%-os részesedése van a GLG-ben. 
Híres brókerei: Philippe Jabre, Greg Coffey, aki 2008 szeptemberben távozott.